# 杨泽柱
杨泽柱（1954年1月—2016年1月26日）湖北松滋人，第十一、十二届全国人民代表大会湖北地区代表。

## 生平
1970年12月参加工作，1973年10月加入中国共产党，华中科技大学西方经济学专业毕业，在职研究生学历，经济学博士。早年长期在湖北省松滋县工作，历任县八宝供销社办事员、副主任；县商业局政工股办事员、县委办公室秘书；县老城公社党委副书记、书记；县检察院检察长；县委常委、常务副县长等职。1990年9月，转任湖北省巴东县委副书记、县长。1993年8月，调任湖北省荆州地区（荆沙市）计委主任、党组副书记。1995年6月，任中共荆州市委常委、副市长；后升任常务副市长，兼市行政学院院长、荆门市高新技术开发区党委第一书记。2002年12月，升任中共荆门市委副书记，兼荆门市高新技术开发区党委第一书记。2004年2月，调任湖北省委台湾工作办公室、省政府台湾事务办公室主任。2006年3月，转任湖北省国资委主任、党委书记。2008年，担任第十一届全国人大代表。2008年9月，兼任湖北联合发展投资有限公司董事长。2009年5月，兼任湖北省鄂西生态文化旅游圈投资有限公司董事长。2013年，担任第十二届全国人大代表。2013年12月，当选为长江证券第七届董事会董事长。

## 身亡
2013年，网上传出一份名为《湖北省原国资委主任杨泽柱贪腐传奇》的网帖，其中详细列举了杨泽柱买官卖官，利用关系网大肆敛财，到下属公司拿高额薪水等贪污腐败及其子杨奔的违法乱纪行为；还曾有多名企业家联名向中央巡视组实名举报杨泽柱父子涉嫌诈骗，诈骗金额约8000万港币，并递交了详细的举报材料。2016年1月6日，长江证券发布公告称，公司1月5日收到中共湖北省纪律检查委员会的《立案调查书》，公司党委书记、董事长杨泽柱因个人原因涉嫌违纪，正在接受组织调查。据《21世纪经济报道》报道，杨泽柱事发原因或出自其任职于湖北省国资系统时的违法违纪行为，并或与已落马的前“副手”原湖北省国资委副主任鲁力军案存在关联；亦可能因其子杨奔“坑爹”，当地有传言称杨泽柱利用其子杨奔收受贿赂，本人及家族拥有巨额财产，其子杨奔还曾涉嫌巨额诈骗。
2016年1月26日，杨泽柱从武汉市一住宅小区12楼坠楼身亡。